# Felsenkirche (Idar-Oberstein)

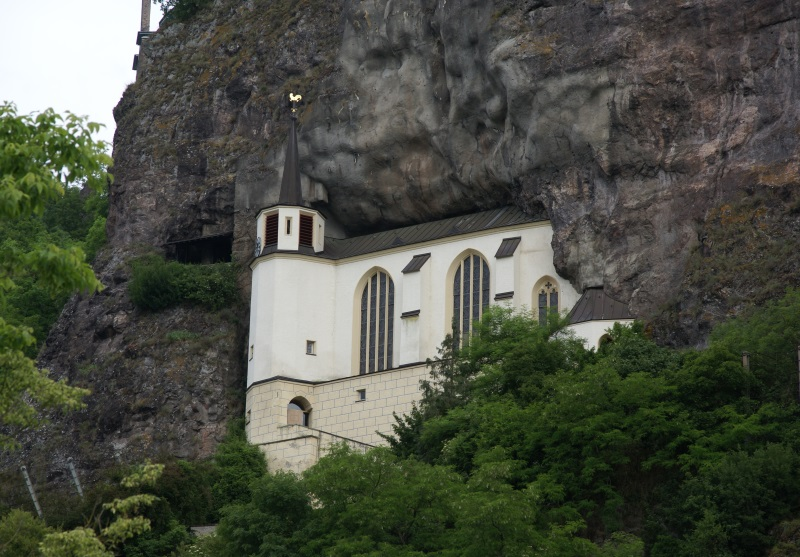
Felsenkirche in Idar-Oberstein.

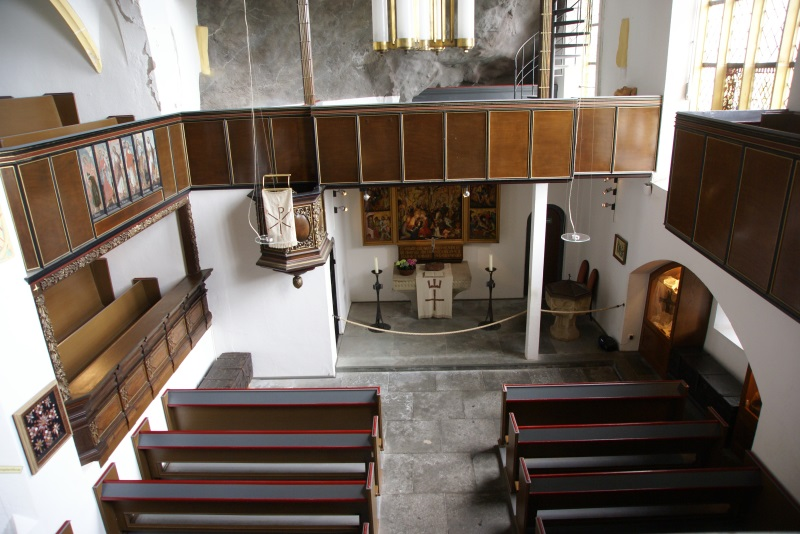
Interieur gezien vanaf de achterste galerij.

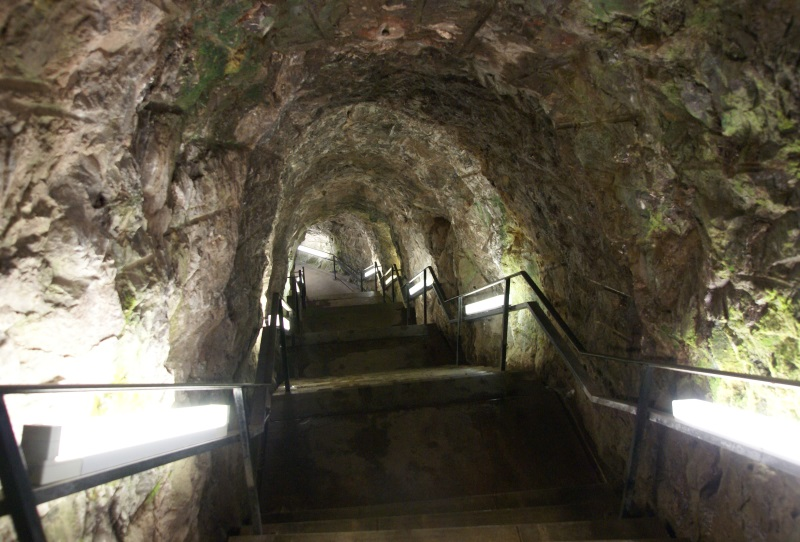
Moderne toegangstunnel.

De Felsenkirche (Rotsenkerk) is een vijftiende-eeuwse kerk, gelegen in Idar-Oberstein in de Duitse deelstaat Rijnland-Palts. Vanaf de reformatie tot 1964 werd de kerk gebruikt voor erediensten van de Evangelische gemeente van Idar-Oberstein.

## Bouw en interieur
De Felsenkirche werd in 1482-1484 door Wyrich IV von Daun-Oberstein gebouwd in een natuurlijke nis in de rotsen. Boven op de berg staat de Burg Bosselstein. Onderaan de helling staan de huizen van de stad. De kerk bestaat uit een schip met koor en heeft een linkerzijbeuk. Zowel boven de zijbeuk als boven het koor en boven het achterste deel van het schip zijn galerijen aangebracht.
In de zijbeuk bevindt zich een bron. Op de galerij boven het schip staat een orgel.
In 2002 werd een nieuw Müller-orgel ingebouwd in de uit 1756 stammende kast van het oorspronkelijke Stumm-orgel.
In de periode 1980-1981 werd een tunnel door de rotsen aangebracht als nieuwe toegang tot de kerk, omdat de oude toegang te gevaarlijk werd door vallend rotsgesteente. De hal bij de oude ingang verwerd hierbij tot sacristie.
In 2003 werd een uitzichtsplatform geopend naast de klokkentoren van de Felsenkirche.
De kerk heeft een vleugelaltaar, dat rond 1400 door de Meester van Altaar van Oberstein werd gemaakt. Hierop is de Passie uitgebeeld.
Verder bevindt zich in de kerk onder meer de grafsteen van Phillip II von Daun-Oberstein uit 1432, waarop een ridder in volle wapenuitrusting is afgebeeld.

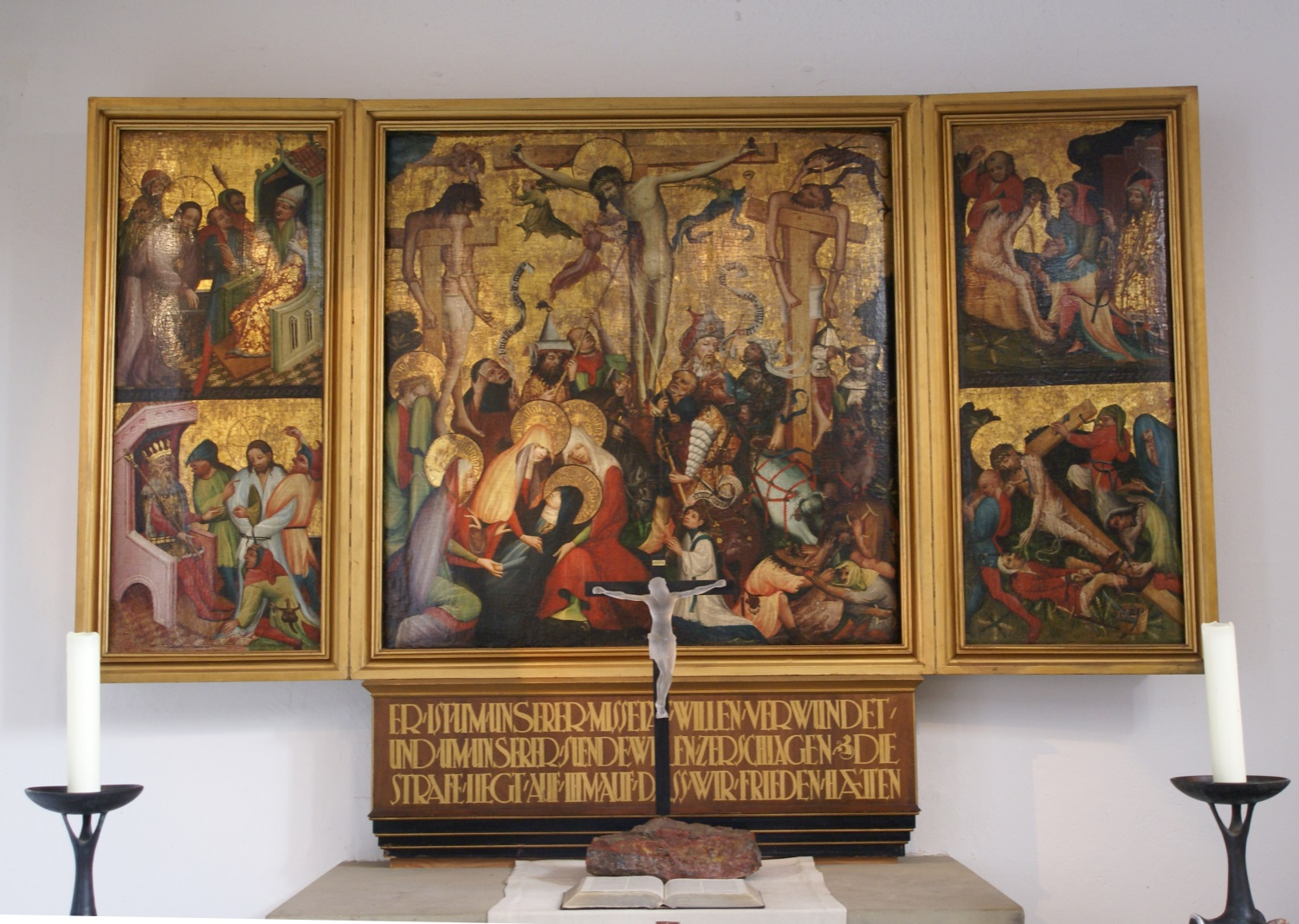
Het vleugelaltaar uit circa 1400
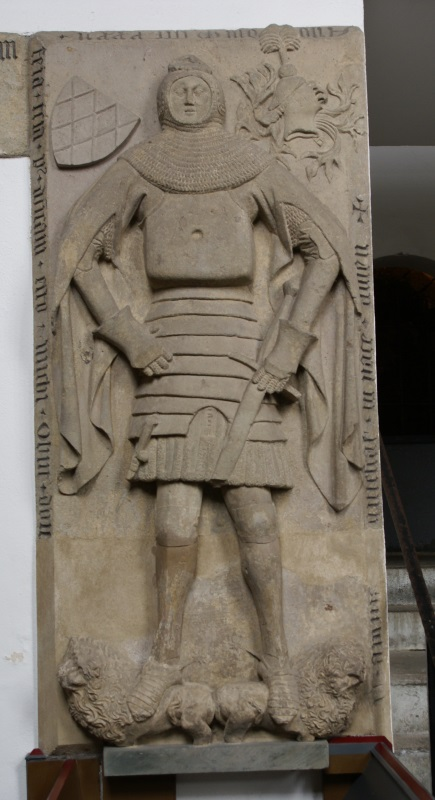
Grafsteen uit 1432 van Phillip II von Daun-Oberstein
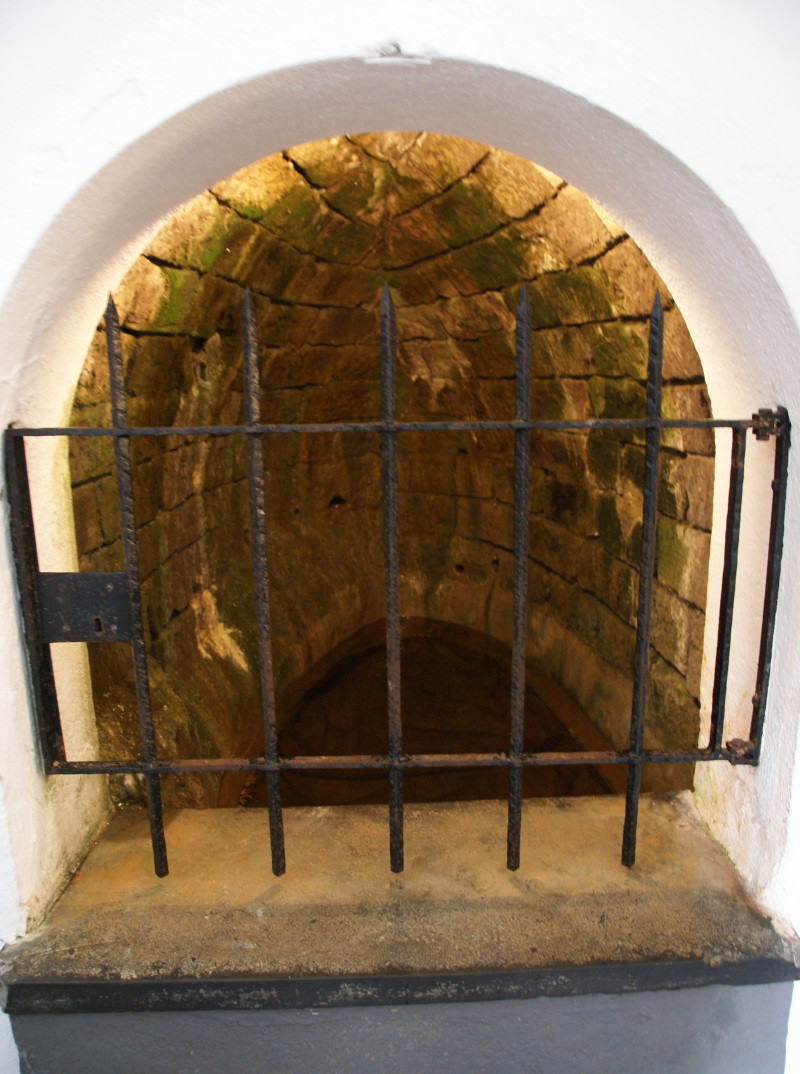
De bron in de zijbeuk

## Folklore
Het verhaal gaat dat in het midden van de elfde eeuw twee broers op de Burg Bosselstein woonden, de ene heette Wyrich, de andere Emich. Beiden waren verliefd op Bertha von Lichtenberg. Toen Emich zijn broer vertelde dat hij zich met haar had verloofd, wierp Wyrich zijn broer uit het raam, waar hij te pletter stortte op de steile rotsen. Geschrokken van zijn daad van jaloezie ging Wyrich biechten en kreeg de opdracht een kerk te bouwen op de plek waar zijn broer was omgekomen om zo God om vergeving te smeken. Toen de kerk klaar was, ontsprong in de kerk een bron; dit was het teken dat God hem vergeven had. Wyrich viel vervolgens dood voor het altaar neer.